# Гидротермальные процессы
Гидротермальные процессы — эндогенные геологические процессы образования и преобразования минералов и руд, происходящие в земной коре на средних и малых глубинах с участием горячих водных растворов при высоких давлениях. В результате гидротермальных процессов происходит формирование образований-гидротермалитов: рудных жил и рудных месторождений. Так, большинство полиметаллических, золоторудных, урановых и хрусталеносных промышленно значимых месторождений имеют гидротермальное происхождение. Пустоты («занорыши»), обычные для многих гидротермальных жил, являются одним из основных источников получения высококачественных коллекционных кристаллов и друз, пользующихся со временем всё более широким спросом на мировом рынке.
Гидротермальные месторождения — промышленные минеральные скопления, созданные циркулирующими под поверхностью Земли горячими минерализованными газово-жидкими растворами.
Наиболее распространённые формы гидротермальных тел — жилы, штокверки, пластообразные и неправильные по очертаниям залежи. Они достигают длины нескольких километров, при ширине от нескольких сантиметров до десятков метров.
Характерные черты гидротермальных месторождений:
1. гидротермальные тела окаймлены ореолами рассеяния составляющих их элементов (первичные ореолы рассеяния)
2. прилегающие к ним породы гидротермально преобразованы
3. содержат жидкие/газово-жидкие включения в минералах руд

## Типичные гидротермальные минералы
- Кварц, горный хрусталь
- Шеелит
- Касситерит
- Киноварь
- Антимонит
- Аурипигмент
- Галенит
- Сфалерит
- Халькопирит
- Гематит
- Настуран
- Барит
- Флюорит
- Рутил
- Пирит
- Золото самородное

## Примеры гидротермальныхместорождений
- Хрусталеносные жилы Альп, Кавказа и Приполярного Урала.
- Полиметаллические месторождения Приморья (Дальнегорск)
- Сурьмяно-ртутные месторождения Средней Азии (Хайдаркан, Кадамжай, Джижикрут и др.)
- Жильные кварцево-золоторудные месторождения